# Katarina Johnson-Thompson
Katarina Johnson-Thompson, född 9 januari 1993 i Liverpool, Storbritannien, är en brittisk friidrottare som tävlar i mångkamp, men som även specialiserat sig i höjdhopp.

## Personliga rekord

### Utomhus
| Gren           | Rekord   | Plats                     | År   | Extra |
| -------------- | -------- | ------------------------- | ---- | ----- |
| 100 meter häck | 13,09 s  | Doha, Qatar               | 2019 |       |
| Höjdhopp       | 1,98 m   | Rio de Janeiro, Brasilien | 2016 | NR    |
| Kulstötning    | 13,92 m  | Götzis, Österrike         | 2023 |       |
| 200 meter      | 22, 79 s | Götzis, Österrike         | 2016 |       |
| Längdhopp      | 6,92 m   | Glasgow, Storbritannien   | 2014 |       |
| Spjut          | 46,14 m  | Budapest, Ungern          | 2023 |       |
| 800 m          | 2.05,63  | Budapest, Ungern          | 2023 |       |
| Sjukamp        | 6981     | Doha, Qatar               | 2019 |       |